# Cultura libre (libro)
Este artículo trata sobre el libro titulado Cultura libre. Si desea saber sobre el concepto consulte Cultura libre.

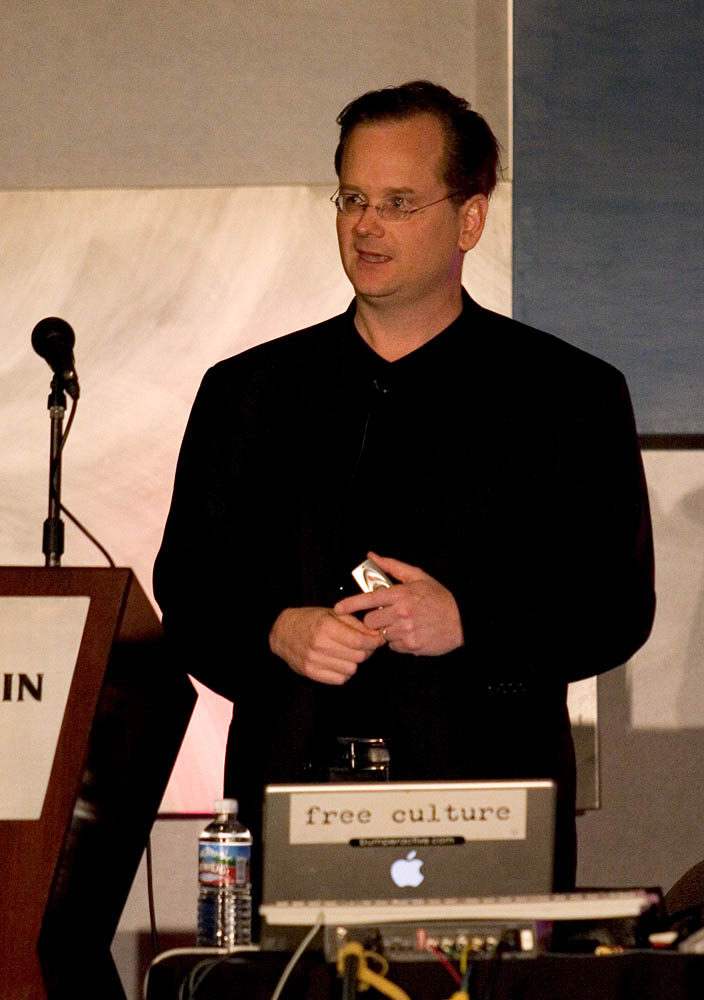
Lessig, en una conferencia en San Diego, California.

Cultura libre (en inglés Free Culture) es un libro de Lawrence Lessig. El mismo se subtitula Cómo los grandes medios usan la tecnología y las leyes para encerrar la cultura y controlar la creatividad.
Fue publicado el 25 de marzo de 2004 por editorial Penguin Books, bajo licencia Creative Commons. La traducción al español fue publicada en 2005 por LOM Ediciones y Traficantes de sueños. La edición digital se encuentra disponible en ambos idiomas. 
El libro consta de catorce capítulos y un epílogo. Sus ejes principales son: los regímenes actuales de derechos de autor, la piratería informática y cultural y el copyleft.  

## Sinopsis
La idea principal de Lessig, presidente de la organización sin afán de lucro Creative Commons, es presentar una alternativa socialdemócrata, que pueda ofrecer el mayor consenso posible, capitaneada por el copyleft y enfrentada a la piratería digital que surgen como modos de enfrentamiento del copyright impuesto, modelo arcaico, injusto y restrictivo para una nueva sociedad apoyada en internet y las nuevas tecnologías de la que algunos denominan revolución cibernética.

La doctrina no tiene lugar en el mundo moderno. El aire es una autopista pública, como ha declarado el Congreso. Si esto no fuera cierto, cualquier vuelo transcontinental sometería a los encargados del mismo a innumerables demandas por allanamiento. El sentido común se rebela ante esa idea. Reconocer semejantes reclamaciones privadas al espacio aéreo bloquearía estas autopistas, interferiría seriamente con su control y desarrollo en beneficio del público, y transferiría a manos privadas aquello a lo que sólo el público tiene justamente derecho.

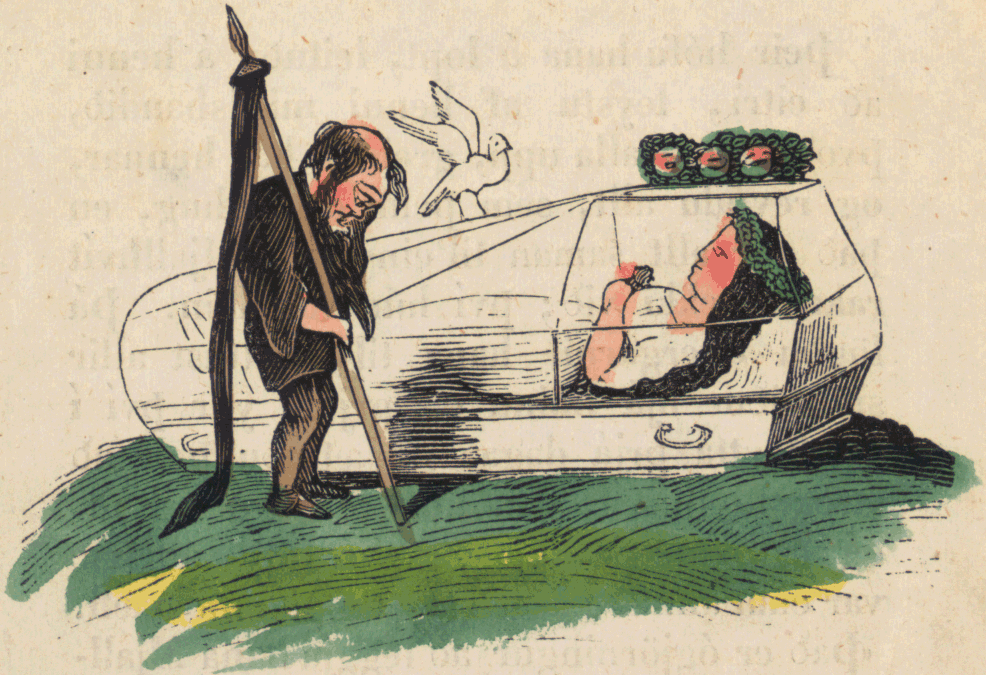
Blancanieves en su ataúd, Theodor Hosemann, 1867.

Basándose en ejemplos provenientes de diferentes dominios de la producción cultural, Lessig analiza cómo, a lo largo del siglo XX, se ha ido cediendo el procomún cultural en favor de una extensión de  derechos de autoría privados. 
Un ejemplo paradigmático es el de Disney: gran parte de sus conocidos largometrajes se basan en cuentos populares que hasta ese momento estaban en el dominio público, entre ellos Blancanieves. Sin embargo ha podido apropiarse por la reducida duración de los derechos de autor para las obras anteriores a 1978 en los Estados Unidos. La duración de los derechos de propiedad sobre las obras fue extendida hasta 95 años. Lessig argumenta que este proceso no estuvo exento de donaciones y presiones a políticos para establecer sucesivas reformas legislativas.

En toda nuestra historia nunca ha habido un momento como hoy en que una parte tan grande de nuestra “cultura” fuera “propiedad” de alguien. Y sin embargo, jamás ha habido un momento en el que la concentración de poder para controlar los usos de la cultura se haya aceptado con menos preguntas que como ocurre hoy día.

## Críticas
Algunas personalidades del software libre y proyectos relacionados, como Richard Stallman que ayudó a Lessig en la redacción de algunas partes del libro, no comparten muchas de las ideas expuestas por su propuesta conservadora o amable frente a la protección intelectual establecida. Lessig asegura que pueden convivir un modelo de licencia o contrato con los tres puntos básicos: libertad para su distribución, copiado o para utilizarse en futuras obras derivadas, con otras licencias restrictivas en alguno de estos puntos, a medio camino entre lo propuesto por Stallman con licencias "víricas" y las licencias de protección intelectual habituales.

## Versiones
El éxito de la difusión por internet del libro fue inmediato con multitud de obras derivadas sin ánimo de lucro, lo contaba en su propia bitácora: 36 horas tras la publicación del libro, ya hay nueve versiones disponibles, incluyendo MS-reader, Rocket e-Book, zipped, iSilo, Mobipocket, EasyRead, PostScript, Plain Text, y HTML. Después llegarían traducciones a multitud de idiomas como el idioma chino o polaco, audiolibros, pegatinas o arte.
En 2004 Antonio Córdoba traduce el libro original actualizando la licencia Creative Commons con restricción únicamente para fines o usos comerciales y respeto de la autoría original. En 2005 la editorial Traficantes de sueños publica una edición en papel de esta traducción .
En 2005, se publicó una nueva edición revisada conservando la misma licencia y en papel por la ONG Derechos Digitales en Chile.